# Одигитриевская церковь (Новокузнецк)
Одигитриевская церковь (Церковь в честь святой иконы Божией Матери «Одигитрия») — главный православный храм Кузнецкого округа с 1780 по 1835 год. Находилась недалеко от дома Муратова.
Первое каменное сооружение Кузнецка (Новокузнецка), утраченный памятник сибирского барокко. Храм был освещён в 1780 году протоиереем Ефимием Викуловским. Храм примечателен тем, что в нем 25 января [6 февраля] 1857, венчались Фёдор Михайлович Достоевский и Мария Дмитриевна Исаева.

## Предыстория
В городе Кузнецке до 1676 года действовал только один храм (тогда ещё деревянный) — Спасо-Преображенский собор. К 1670-м годам число жителей города значительно увеличилось, и появилась необходимость в строительстве ещё одного храма. В 1676 году у новых границ острожных укреплений Кузнецкого острога с восточной стороны началось строительство новой деревянной Богородице-Одигитриевской церкви в традициях византийского зодчества. В документах храм впервые упоминается в 1676 году как деревянный первого поколения. О его архитектурном облике можно судить по единственному дошедшему до нас изображению на акварельном рисунке Иоганна Христиана Беркхана 1734 года.
Церковь была названа во имя почитаемой на Руси иконы смоленской Божьей матери «Одигитрии» (в переводе с древнегреческого — «указующая путь», «путеводительница»). Архитектурное решение храма было иным, в отличие от шатрового Преображенского собора. О том, как выглядело внутреннее убранство церкви, можно предполагать на основании архивных документов, в которых сообщаются имена иконописцев — «Якушко Фомин да Петрушко Алексеев». Известно, что они были присланы в Кузнецк из села Холуй, в котором в 17-м веке начиналось активное развитие иконописного искусства. Таким образом, можно получить представление о первом иконостасе Одигитриевской церкви, сопоставив сохранившиеся образцы холуйской иконописой школы 17-го столетия.

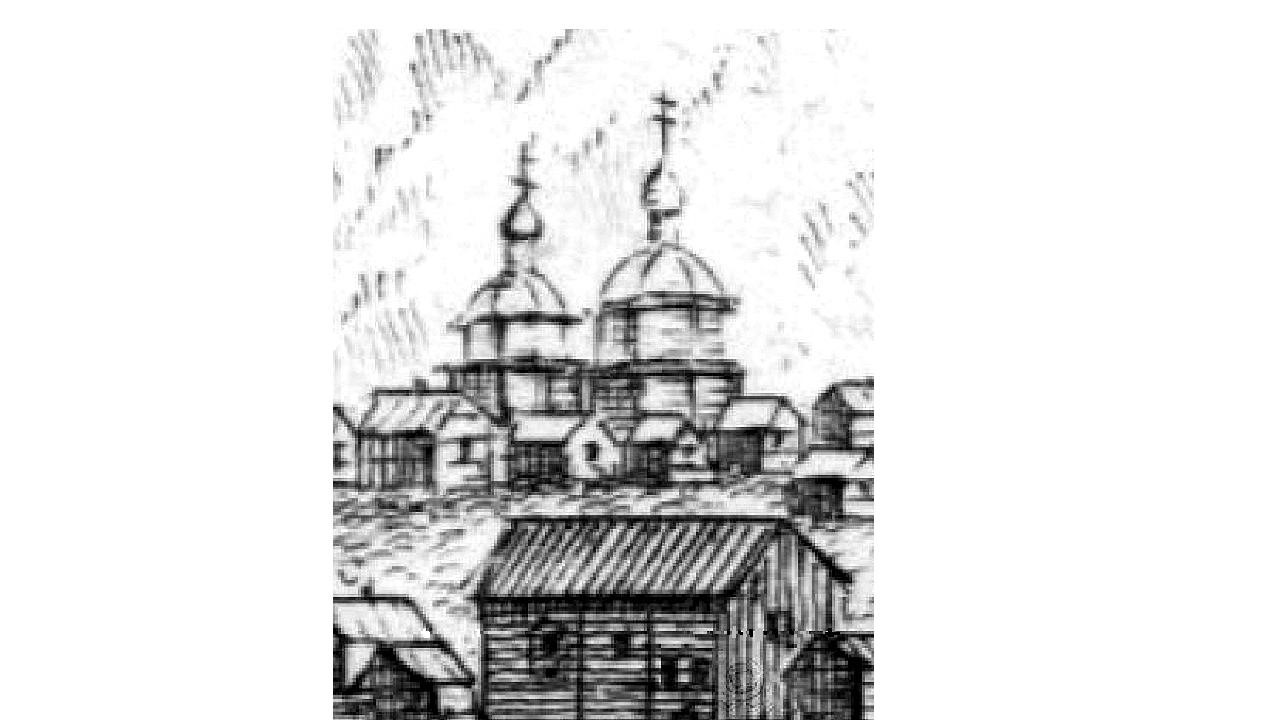
Зарисовки первой деревянной Одигитриевской церкви худ. Иоганн Беркхан

Местоположение первой деревянной Одигитриевской церкви территориально соответствовало скверу кинотеатра «Пламя». Старостой храма стал глава города, кузнецкий купец Иван Дмитриевич Муратов. К приходу церкви относились близлежащие деревни. В ограде церкви до 1764 года хоронили самых почтенных горожан.
С годами церковь обветшала и стала непригодна для богослужений. В зимнее время стены в стужу покрывались изморозью, при сильных порывах ветра на аналоях храма гасли свечи.

## История каменного храма

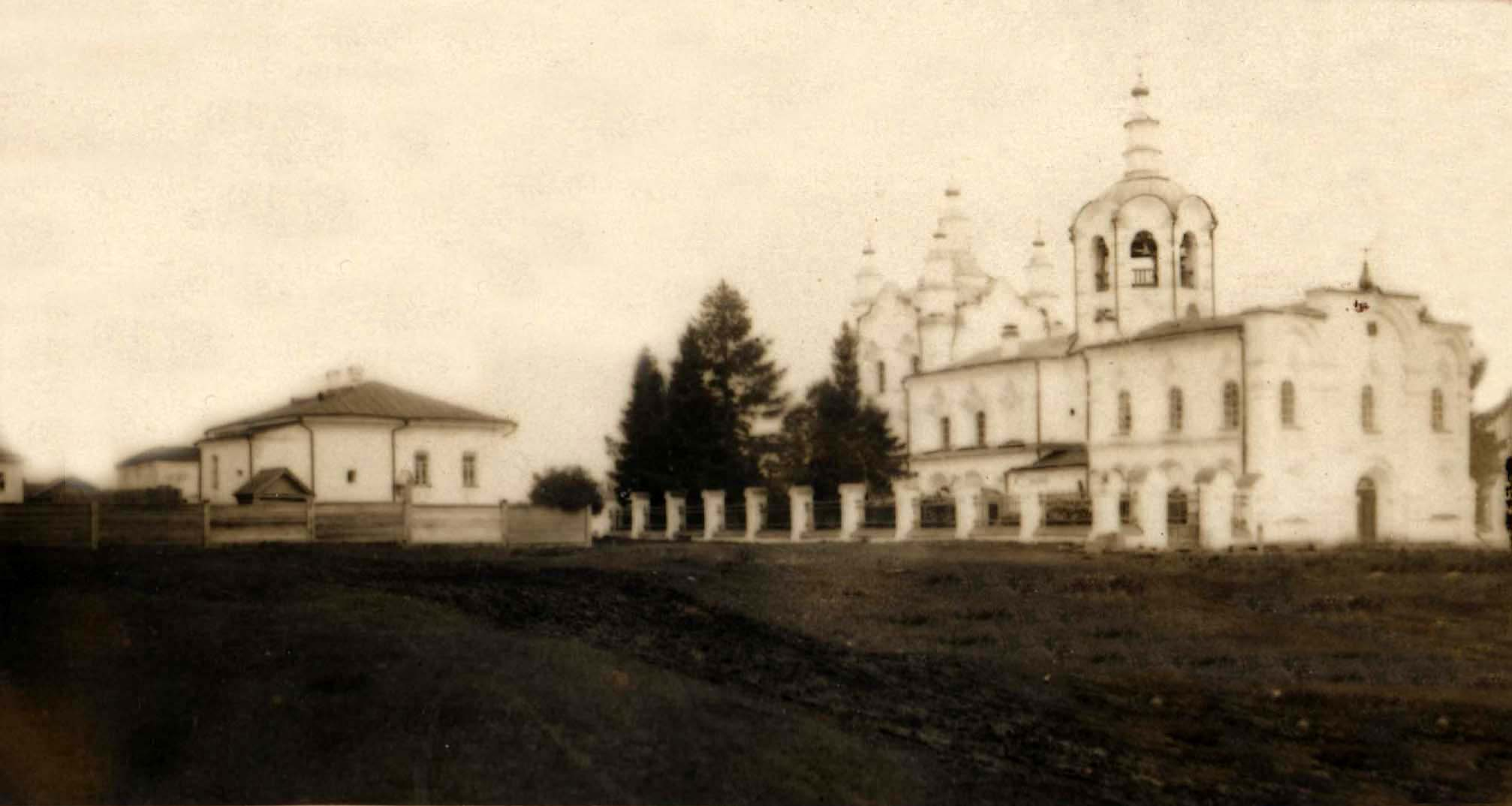
Одигитриевская церковь и Кузнецкое Казначейство 1910 г.

Находясь по торговым делам в Иркутске, Муратов был поражён размахом каменной застройки города. По возвращении в Кузнецк купец подал прошение в Тобольскую консисторию о строительстве каменной Богородице-Одигитриевской церкви. По его же инициативе из Иркутска была приглашена опытная артель каменщиков во главе с зодчим Почекуниным, которая имела богатый профессиональный опыт в возведении храмов и отлично знала особенности стилистики сибирского барокко. На глинистом берегу речки Казачьей Муратов организовал производство кирпича, где и трудилась артель Почекунина.
Согласно летописи Конюхова, строительство церкви началось в 1773 году. Каменный храм в стиле сибирского барокко строили на новом месте — у береговой линии Картасского ручья. А 11 мая [22 мая] 1775 года с разрешения тобольского архиепископа Варлаама состоялось торжественное освящение закладки первой каменной церкви Кузнецка — Богородице-Одигитриевской.
Прихожане щедро жертвовали на её строительство. Муратов внёс 400 рублей серебром и руководил хозяйственной частью. Колокола заказали в Иркутске. Строительство Одигитриевской церкви под руководством Муратова продолжалось пять лет — с 1775 по 1780 год (время правления Екатерины II).
Храм стал истинным украшением города — двухэтажное сооружение с двумя престолами выглядело лёгким, стройным. Нижний престол (тёплый) был освящён в честь святого великомученика Георгия, а верхний (холодный) — во имя пресвятой Богородицы Одигитрии. На фасадах выделялись пилястры с рельефом стилизованных форм — креста, пламенеющей свечи, неглубоких ниш. Завершались фасады трёхлепестковым фронтоном изящного рисунка и пятиглавием. Главной иконой храма стала икона Божьей матери «Одигитрия».
После окончания строительства храма в 1780 году по инициативе и на средства Муратова в приходе возвели одноэтажное каменное здание богадельни для бедных.
Старая же деревянная Одигитриевская церковь в 1780 году была раскатана.
В это время из храмов города — Спасо-Преображенского и Одигитриевского — начинает организовываться крестный ход к месту бывшего престола деревянной Одигитриевской церкви, где был поставлен памятный знак. Крестные ходы были посвящены молебствию о хорошей погоде либо о ниспослании дождя.
Длительное время, до 1835 года (до освящения каменного Спасо-Преображенского собора), Одигитриевская церковь исполняла роль главного храма Кузнецкого округа. Штат церкви первой половины 19-го века состоял из трёх должностей — священника, диакона и пономаря.
В 1852 году приход Одигитриевской церкви возглавил молодой священник, выпускник Тобольской духовной семинарии Евгений Исаакович Тюменцев, который отслужил в ней сорок лет. Высочайший нравственный авторитет снискали ему почёт и уважение прихожан, а храму процветание. При Тюменцеве храм стал подлинным центром духовно-православной и общественно-просветительской жизни прихожан. Здесь была собрана большая библиотека с литературой духовного и светского содержания, которой пользовались причт и прихожане.
С 1869 по 1870 год на пожертвования купца Ильи Ивановича Ивановского к Одигитриевской церкви была пристроена двухэтажная паперть с центральным входом с улицы Полицейской и сооружена каменная ограда с железными коваными решётками. В это же время штат храма пополнился должностью дьячка.
Построенная в 1870 году при храме сторожка нарушила симметрию основных объёмов и общие его пропорции.
26 мая [7 июня] 1898 в Кузнецке произошло восьмибалльное землетрясение. Жертв и серьезных разрушений не было. Но из всех храмов города пострадала больше всего Одигитриевская церковь — с большой трещиной отошла трапезная от храмового объема, в сводах трапезы выпало несколько кирпичей. Длительное время храм капитально ремонтировался. На его южном фасаде художником Ложеницыным была выполнена фресковая роспись, изображающая традиционную иконографию образа Богоматери Одигитриевской.

## Венчание Ф. М. Достоевского и М. Д. Исаевой

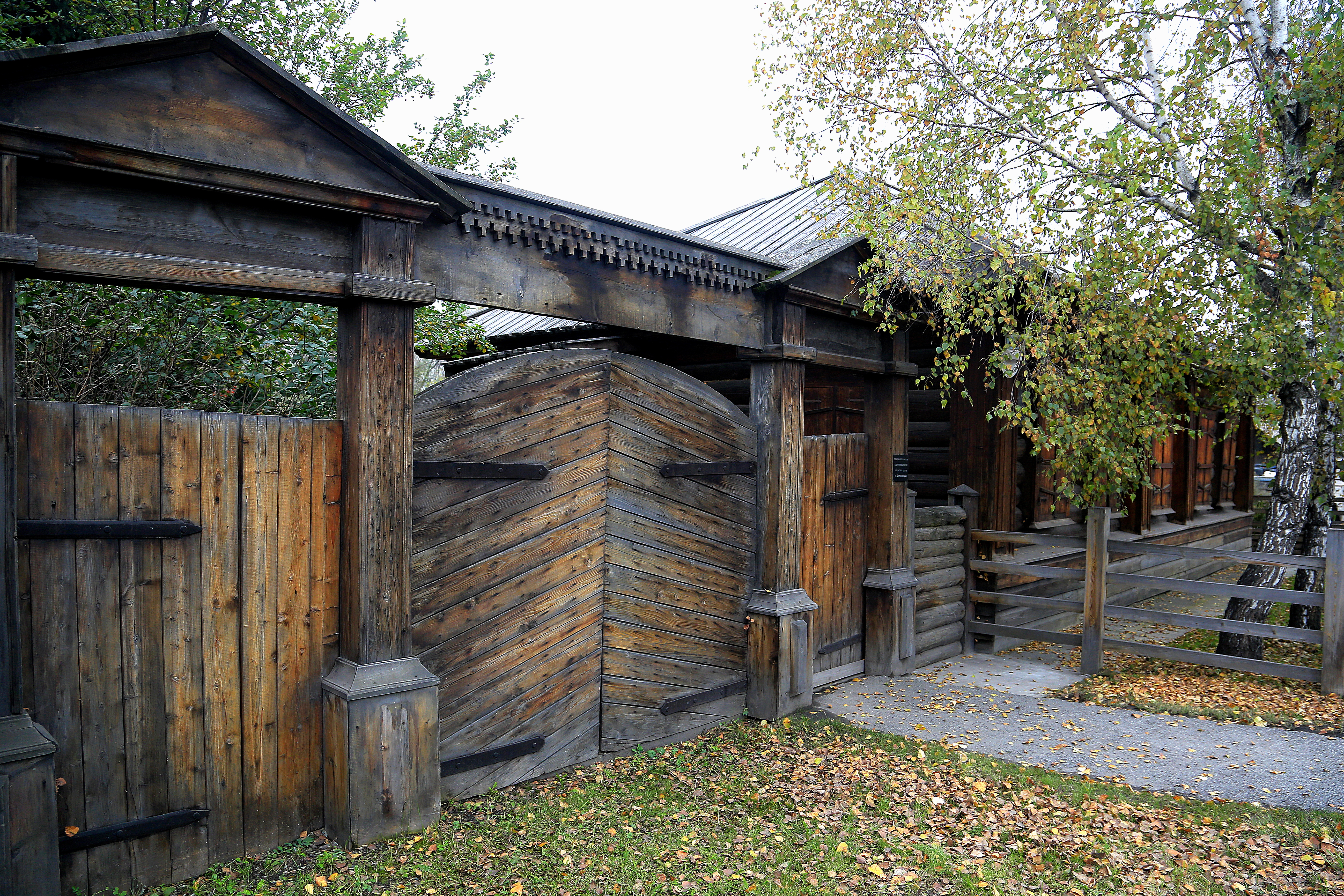
Дом, в котором в 1857 г. жил писатель Ф. М. Достоевский

Самым примечательным событием, связанным с историей Одигитриевской церкви, считается венчание в ней 25 января [6 февраля] 1857 священником Евгением Исааковичем Тюменцевым великого русского писателя Фёдора Михайловича Достоевского с кузнецкой вдовой Марией Дмитриевной Исаевой.
Венчание состоялось в Одигитриевской церкви при большом скоплении народа. Присутствовало всё лучшее кузнецкое общество, на улице собрались любопытствующие.
Впервые об этом событии написал кузнечанин Валентин Фёдорович Булгаков в XXIII иллюстрированном приложении к томской газете «Сибирская жизнь» за 27 сентября [10 октября] 1904.
После венчания супруги Достоевские прожили несколько дней в доме портного Дмитриева на улице Большой, № 40 (ныне Литературно-мемориальный музей Ф. М. Достоевского), а затем уехали в Семипалатинск.

## Разрушение

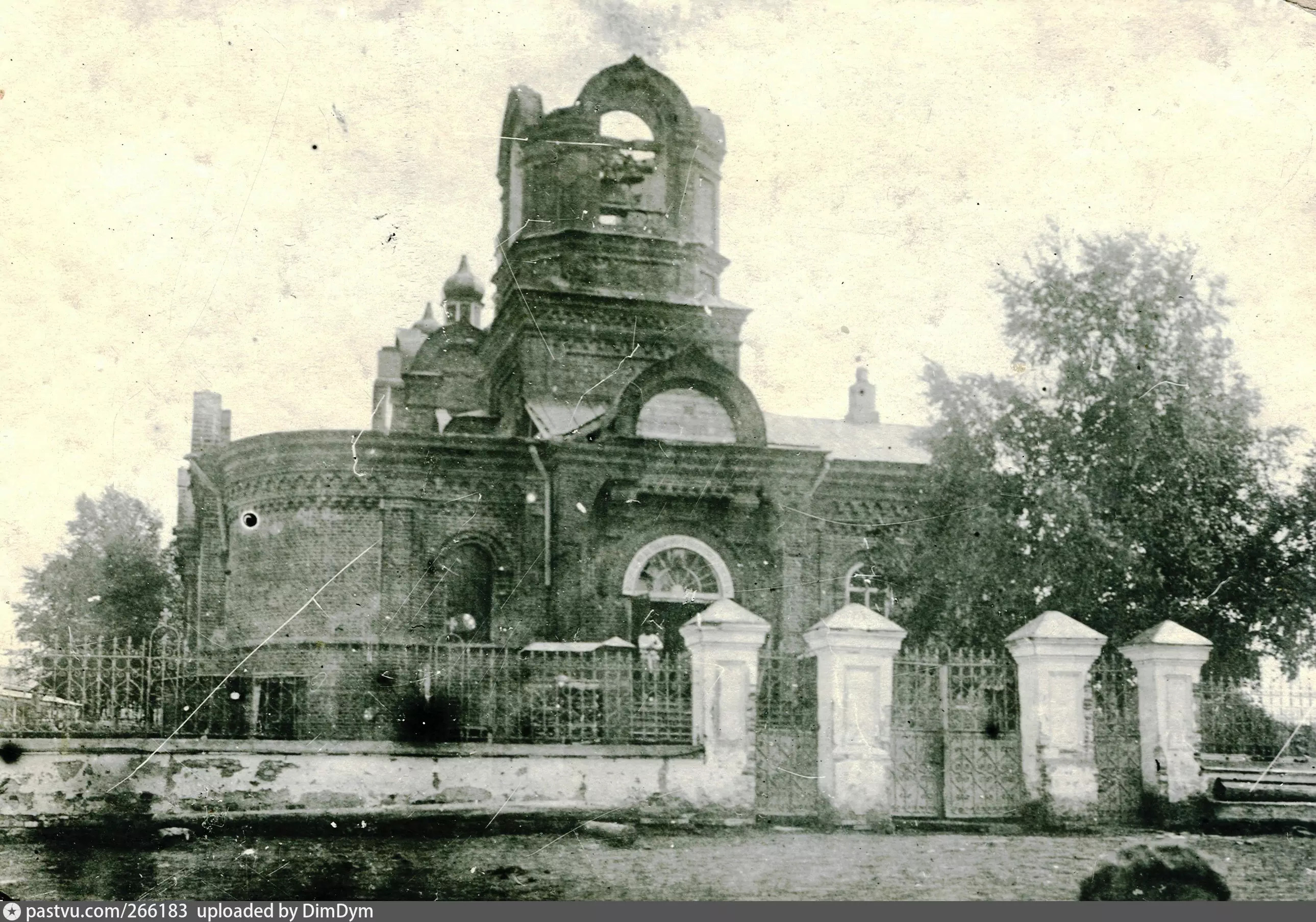
Остатки сожженной Одигитриевской церкви 1920 г.

В Гражданскую войну, во время антиколчаковских выступлений в декабре 1919 года, Спасо-Преображенский собор и Одигитриевская церковь стали объектами революционного вандализма — были разграблены и сожжены партизанскими отрядами Рогова, вошедшими в Кузнецк. От Одигитриевского храма остался почерневший остов церкви с сохранившейся иконой Богородицы на стене.
В 1929 году церковь была разобрана комсомольцами на кирпичи, использовавшиеся при строительстве одного из цехов Кузнецкого металлургического комбината.
Там, где был храм построили дорогу, а прицерковный сад заняла тюрьма (сейчас — ФКУ СИЗО №2 ГУФСИН России по Кемеровской области-Кузбассу).